# Montefelcino
Montefelcino es una comuna italiana de 2822 habitandes de la provincia de Pesaro y Urbino en Marche.

## Evolución demográfica
| Gráfica de evolución demográfica de Montefelcino entre 1861 y 2001 |
|                                                                    |
| Fuente ISTAT - Gráfica elaborada por Wikipedia                     |

## Administración
- Alcalde:Ferdinando Amadio Marchetti
- Fecha de asunción:08/06/2009
- Partido: lista cívica
- Teléfono de la comuna: 0721 743039
- Email:comune.montefelcino@provincia.ps.it